# 1521 en littérature
| Années de la littérature : 1518 - 1519 - 1520 - 1521 - 1522 - 1523 - 1524    |
| Décennies de la littérature : 1490 - 1500 - 1510 - 1520 - 1530 - 1540 - 1550 |

Cet article présente les faits marquants de l'année 1521 en littérature.

## Événements
- 18 mars et 4 novembre : deux arrêts du Parlement de Paris établissent la censure des ouvrages imprimés relatif à la foi chrétienne qui n'aient été approuvé par l'Université de Paris et la faculté de théologie[1],[2].

- 26 mai : l'Édit de Worms prononce la mise au ban de Martin Luther et institue la censure impériale sur les livres touchant la foi chrétienne[3].
- 15 novembre : parti de Louvain le 28 octobre, Érasme arrive à Bâle où il meurt en 1536[4].

- L’évêque de Meaux Guillaume Briçonnet, d’esprit libéral, anime le « Cénacle de Meaux » avec Lefèvre d'Etaples, Guillaume Farel, François Vatable, qui est dispersé parce que suspecté d’hérésie (1525)[5].

## Parutions
- 16 février : publication d’une version remaniée du Roland furieux, poème épique de l’Arioste[6].
- Avril : Henri VIII d'Angleterre publie une Défense des sept sacrements, pour réfuter les thèses luthérienne. Le pape lui attribue le titre de « Défenseur de la Foi » en octobre[7].

- Décembre :  Loci Communes theologicarum (« Les Lieux communs »), premier traité de théologie dogmatique luthérienne de Melanchton[8].

## Naissances
- 20 avril : Pontus de Tyard, écrivain et poète français († 1605).

## décès
- 10 mai : Sébastien Brant, humaniste et poète satirique alsacien, auteur notamment de La Nef des fous (Das Narrenschiff) (né en 1458).